# بيت الإبرة

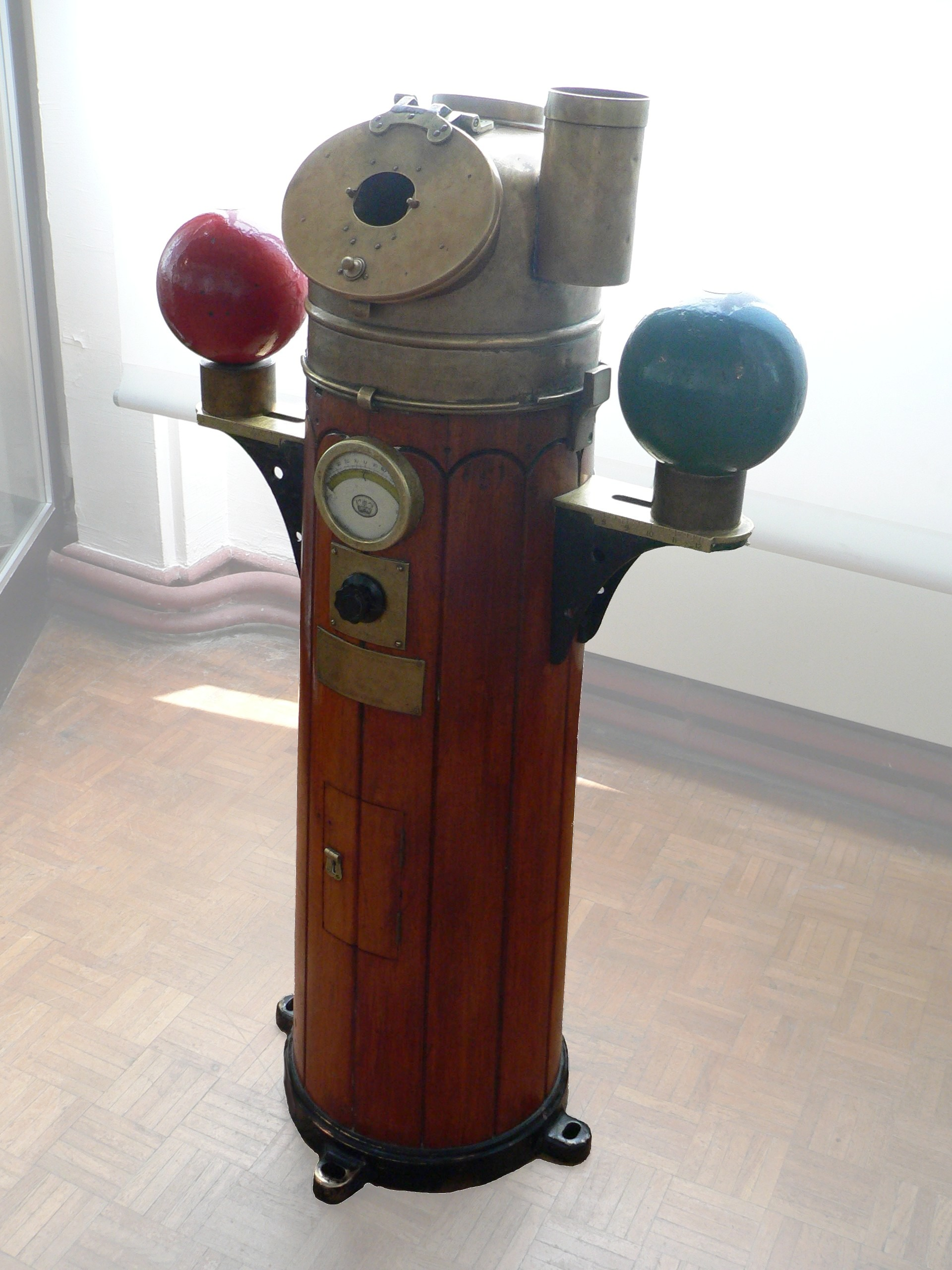
بيت إبرة مع مجالات تصحيح الحديد في كل جانب ومقياس الميل أسفل البوصلة

بيت الإبرة أو صندق البوصلة صندوق يصل ارتفاعه إلى الخصر أو يقف على سطح السفينة يُثبَّتُ أمام ربان الدفة حيث توضع أدوات الملاحة لحمايتها واللوصل إليها والوصول إليها وصولًا سهلًا. كان الغرض التقليدي منها هو تثبيت البوصلة المغناطيسية للسفينة والمثبتة في محاور لإبقائها مستوية أثناء انحدار السفينة وتدحرجها. يمكن تقسيم الصندوق إلى أقسام وتتضمن محتوياته عادةً بوصلة واحدة أو أكثر ومصباح زيت أو مصدر ضوء آخر. قد تخزَّن الأجهزة الأخرى مثل مؤقت الرمل لتقدير السرعة في الصندوق أيضًا.

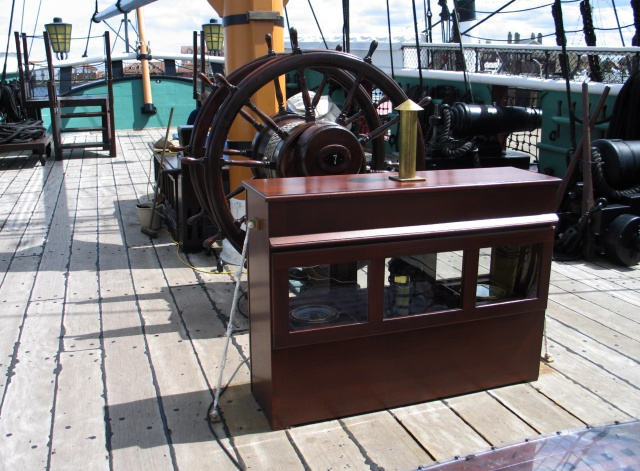
صندوق بوصلة أمام دفة السفينة. تقوم مدخنة الموقد الصغيرة بتهوية المصباح المستخدم لإضاءة وجه البوصلة في الليل.